# Llanura tracia superior

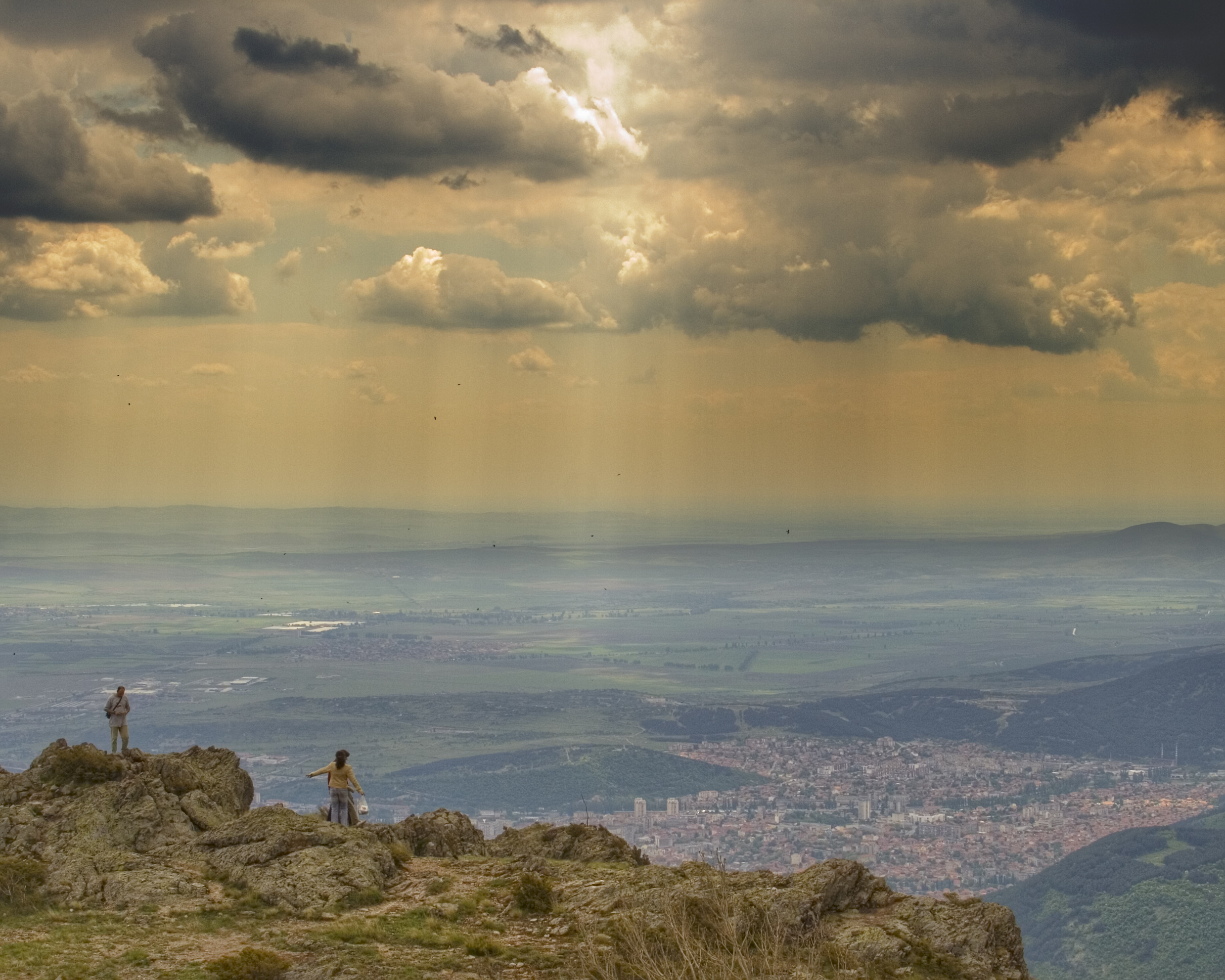
Vista de la ciudad de Sliven y la llanura tracia superior desde Stara Planina meridional.

La llanura tracia superior (en búlgaro: Горнотракийска низина, romanizado: Gornotrakiyska nizina) constituye la parte septentrional de la región histórica de Tracia. Se encuentra en Bulgaria meridional, entre los montes Sredna Gora, al norte y al oeste; los Ródope, Sakar y Strandzha al sur; y el mar Negro, al este. Una región agrícola fértil, la Llanura tracia superior en sí tiene una superficie de 6032 km² y una elevación media de 168 m.
La llanura forma parte de Tracia septentrional o Tracia del Norte (Северна Тракия, Severna Trakiya) (en oposición a Tracia occidental y Tracia oriental al sur), que se refiere al conjunto de la Bulgaria meridional (sub-balcánica) al este del río Mesta y Sredna Gora (de esta manera incluyendo también terreno de colinas o montañoso).
El clima es continental de transición. La temperatura más alta registrada en Bulgaria se alcanzó aquí: fueron 45,2 °C en Sadovo en 1916. Las precipitaciones son de 550 mm al año. Ríos importantes son el Maritsa y sus afluentes, el Tundzha, el Stryama, el Topolnitsa y el Vacha.
Las ciudades más importantes de la región son Plovdiv, Burgas,Ruse, Stara Zagora, Pazardzhik, Asenovgrad, Haskovo, Yambol y Sliven.